# Квашнины-Самарины
Квашнины-Самарины — древний русский дворянский род.
При подаче документов (24 марта 1686), для внесения рода в Бархатную книгу, была предоставлена совместная родословная роспись Квашниных, Самариных, Разладиных и Тушиных, челобитная (1687) постельничего Кирьяна Ивановича Самарина с родственниками о разрешении писаться им Квашниными-Самариными для разделения от смолян Самариных. Указ о разрешении писаться постельничему Кирьяну Самарину с родственниками Квашниными-Самариными подписан (17 февраля 1687).
Род Квашниных-Самариных внесён в VI часть дворянской родословной книги Новгородской, Псковской, Смоленской, Тверской и Калужских губерний.
Николай Петрович Квашнин-Самарин внесён в VI часть дворянской родословной книги Рязанской губернии.
Члены этой фамилии писались все до XVII века Квашнины-Самарины, но с половины XVII века некоторые пишутся просто Самарины. В числе владельцев населённых имений (1699) их было 19 человек, из которых 11 человек писались Самарины, а 8 человек — Квашнины-Самарины. От этого рода происходит ветвь Фоминых-Квашниных, которые в Гербовник не внесены.
Одного происхождения с дворянами: Квашниными, Самариными, Разладиными и Тушиными.

## Происхождение и история рода
Родоначальник "муж честен" Нестер Рябец, прибыл в Москву (около 1300) из земли Южно-Галицкой, где упоминается (1282) в числе бояр короля галицкого Льва Даниловича. С ним пришла дружина из 1700 человек. Его сын Родион Несторович, боярин при великом князе Иване Даниловиче Калите, знаменитый воин. Иван Родионович, боярин воин знаменитый, как и его отец, предводительствовал Костромским полком в день Куликовской битвы (08 сентября 1380) и подписался свидетелем в духовной грамоте Дмитрия Донского.
Правнук Ивана Родионовича Квашни, Степан Родионович Самара, был родоначальником Самариных и Квашниных-Самариных и упоминается на свадьбе княжны Софьи Ивановны, дочери Ивана Великого, с князем Василием Даниловичем Холмским (13 февраля 1500). Василий Богданович Квашнин-Самарин воевода в Мезени (1666—1669). Кириак (Кирьян) Иванович постельничий царя Иоанна Алексеевича, а затем окольничий (1689).

## Описание герба
В щите, имеющем золотое поле, изображён белый одноглавый орёл с распростёртыми крыльями, у которого на груди на малом щитке голубого цвета, виден золотой крест, поставленный на серебряной подкове, обращённой шипами вверх (польский герб Ястржембец).
Щит увенчан обыкновенным дворянским шлемом с дворянской на нём короной и тремя страусовыми перьями. Намёт на щите золотой, подложенный голубым. Щитодержатели: два льва, смотрящие в стороны с загнутыми хвостами. Герб рода Квашниных-Самариных внесён в Часть 2 Общего гербовника дворянских родов Всероссийской империи, стр. 39

## Известные представители
- Квашнин-Самарин, Василий Иванович — 1-й воевода ертаульского полка в Казанском походе (1544).
- Квашнин-Самарин, Михаил Иванович — воевода Сторожевого полка в Полоцком походе (1551).
- Квашнины-Самарины: Михаил и Пётр Андреевичи, Прокофий Васильевич — стольники царицы Прасковьи Фёдоровны (1692).
- Квашнины-Самарины: Тимофей Васильевич и Тимофей Лукич — московские дворяне (1692—1694).
- Квашнины-Самарины: Андрей Никитич и Прокофий Васильевич — стольники (1692)[5].
- Пётр Тимофеевич Квашнин-Самарин — герольдмейстер (1742).
- Фёдор Петрович Квашнин-Самарин - герольдмейстер (с 1755), президентом Главного магистрата в Москве.
- Пётр Фёдорович Квашнин-Самарин — президент Юстиц-коллегии при Екатерине II, а при Павле — сенатор (1786 −1793) — губернатор в Новгородском наместничестве.
- Андрей Никитич Квашнин-Самарин (1764—1770) — действительный статский советник — губернатор Казанской губернии.
- Александр Петрович Квашнин-Самарин (1732—1816) — генерал-лейтенант (1806), глава Орловского наместничества (1794—1796), 1-й орловский губернатор (1796—1797).
- Николай Николаевич Квашнин-Самарин (1883—1920) — полковник лейб-гвардии Преображенского полка, георгиевский кавалер.
- Николай Дмитриевич Квашнин-Самарин (1841—не ранее 1918) — историк, филолог, краевед.
- Степан Дмитриевич Квашнин-Самарин (1838—1908) — государственный и общественный деятель, член Государственного совета, действительный статский советник.
- Елизавета Петровна Квашнина-Самарина (в браке Чернышёва; 1773—1828) — жена графа Г. И. Чернышёва, кавалерственная дама ордена Святой Екатерины меньшего креста.
- Елизавета Петровна Квашнина-Самарина (в браке Родзянко; 1794—1877) — начальница Екатериниского института.